# Операција Стуб слободе
Операција Стуб слободе (Стуб одбране) је назив војне акције Израела против Хамаса у појасу Газе који је избио средином новембра 2012. године. Операција је одговор Израела на ракетне и минобацачке нападе из појаса Газе на Израел. Израел је покренуо серију ваздушних удара против Палестинаца, а убрзо је отпочео и са копненом офанзивом. У сукобима је до сада погунило око 19 Палестинаца и 3 Израелца.

## Претходни догађаји
Од почетка јануара до краја октобра 2012. године, а више од 500 ракета је испаљено на Израел из Појаса Газе. Од тога 127 ракета испаљено је у 48 напада, само у октобру. Пет цивила је повређено. 6. новембра је пуцано на припаднике патроле Израелске армије, дуж границе са Газом. Три војника су рањена у експлозији бомбе. Ујутру 8. новембра Палестински наоружани нападачи отворили су поново ватру на израелску војну патролу. Касније те вечери у пункту „Киссуфим“ у бомбашком нападу тунел је рањен израелског војника. 10. новембра, палестински екстремисти су испалили ракетни бацач на израелски војни џип, који је пролазио дуж границе појаса Газе у близини контролног пункта Нахал Оз. У овим нападима рањена су четири израелска војника. У одговору, израелска војска је изазвала низ артиљеријских и ваздушних напада на циљеве у појасу Газе. Палестински извори известили најмање пет мртвих и 30 рањених. Према израелским изворима, шест милитаната исламски џихад је уништен. После израелске одмазде, интензивирани су напади на израелске територије из Појаса Газе. Увече 10. новембра, на Израел је пало око 30 ракета. Команда израелске војске је позвала становнике насеља који се налазе близу појаса Газе да се не одступи од атомских склоништа и утврђених соба.

## Борба
Напад је почео 14. новембра оштрим гранатирањем и бомбардовањем положаја Хамаса у појасу Газе. Такође убијен је један од лидера Хамаса, Ахмед Јабари који је већ био означен као претња од стране Израелске војске.  Већ у првом дану напада је страдао неки број цивила али цивилне жртве нису помињане у званичним извештајима. Током сукоба више Палестинских организација је одговорило нападима на Израел уз оштећење неких телекомуникација и инфраструктуре.

## Жртве
Четворица израелских цивила убијена су ракетама из Газе, а још 112 рањено. Јозеф Фартук, 18, који је служио у ИД, убијен је 20. новембра ракетом испаљеном из Газе. Поред тога, 22. новембра 18-годишњи поручник Борис Јамулник подлегао је ранама након што је дан раније погођен ракетом испаљеном из Газе. Жртве са Палестинске стране су непознате, а велики део информација се разликује од извора.

## Међународна реакција
Сједињене Државе, Велика Британија, Канада, Европска унија и Аустраија су оправдавале напад уз речи да "Ни једна суверена земља не би трпела ракетирање своје територије" те да је Израелска акција оправдана, наравно наглашен је проблем цивилних жртава. Владе и министри ових држава су истакли кривицу Хамаса за кризу.

Портпарол Министарства спољних послова Русије, Александар Лукашевич, је осудио напад истичући да обе стране треба да прекину сукоб и међусобно гранатирање у што краћем року.